# 安芸トンネル
安芸トンネル（あきトンネル）は、山陽新幹線の東広島駅 - 広島駅間にある、総延長13,030メートルの複線鉄道トンネルである。広島県東広島市・安芸郡熊野町・安芸郡海田町・広島市安芸区にまたがって所在する。

## 建設の背景
東海道本線の需要の伸びに伴い建設された東海道新幹線は1964年（昭和39年）10月1日に開業し、さらに飛躍的な輸送量の伸びを示した。これにより東海道の輸送力不足は打開されたが、大阪市以西の区間についても輸送量が伸びて、山陽本線についても輸送力の限界に近付きつつあった。この問題について検討した結果、東海道新幹線との接続の関係から、新幹線をそのまま西に伸ばすことが最良であると判断され、山陽新幹線の建設が決定された。特に輸送力が逼迫していた新大阪 - 岡山間をまず1967年（昭和42年）3月16日に起工し、続いて岡山 - 博多間についても1970年（昭和45年）2月10日に起工することになった。

### 経路の選択
山陽新幹線を三原駅から広島駅まで建設するにあたっては、この中間の地形が問題となった。三原駅も広島駅も標高はほぼ0メートルであるが、この間には標高が300メートルから700メートルに達する山地があり、西条から黒瀬に至る地帯（現在の東広島市内）が標高200メートル程度の西条盆地となっている程度であった。このため、西条盆地をいかにして通り抜けるかが経路選択の問題であった。
経路選択に当たって北限は現行の山陽本線程度、南限は西条盆地南端程度と考えて、その間に9通りのルートを設定して比較検討した。その結果いずれの経路であっても最長で13キロメートル程度の長大トンネルは避けられないとされた。制限勾配が12パーミル、曲線半径が4,000メートルを満たし、地質の条件が良く経済的で、工期短縮のための斜坑を設けられることや、工事用道路や土捨場の立地条件といったことが比較の上での考慮対象となった。北側を通る案は、酒どころである西条に大渇水を起こす恐れが高く、それを避けるためにさらに北側に迂回させると、広島駅への取り付け工事が不利になるとされた。一方南側に振ると、地質的な問題は少ないがトンネル延長が長くなって経済的に不利であるとされた。竹原市田万里町付近の断層の回避も考慮に入れて、最終的に竹原市葛子を西進し上田万里で南西に方向を変え、西条盆地を地上で通り抜けて黒瀬町において全長約13キロメートルの安芸トンネルに入って北西に向きを変え、海田町国信に出て瀬野川を渡る案に決定された。この案は、トンネル延長も短く明かり区間に軌道工事の基地を建設でき、斜坑建設に適当な地点があり、近くの谷に土捨て場を設けられるといった有利な条件があった。
結果的にこの経路で選ばれた安芸トンネルは、3つの斜坑を利用して5工区に分割して工事したこともあり、早期に着工でき、トンネル残土（ずり）の処理も容易で、大きなトラブルもなく所定の工期で建設でき、「急がば回れ」で選定してうまくいった代表例だとされる。トンネル名は、広島県を代表するトンネルとして安芸トンネルと命名された。

## 建設計画

### 建設担当
山陽新幹線の岡山 - 博多間の建設にあたり、中国支社の地方機関として1969年（昭和44年）9月21日に広島県内の工事を担当する期間として広島新幹線工事局が設置され、その管轄下で工事が行われた。なお広島新幹線工事局は山陽新幹線開業に伴い使命を終えて1975年（昭和50年）9月30日限りで廃止となった。安芸トンネル区間については広島新幹線工事局の下で、入口側に黒瀬工事区、出口側に海田工事区がおかれて管轄した。

### 建設基準
東海道新幹線では、計画最高速度を200 km/h、許容最高速度を210 km/hとして建設した。これに対して山陽新幹線ではさらなる高速化を想定し、当面考えられる速度としては250 km/hであるとされたが、実現にはさらなる研究が必要であった。このため当面は200 km/h運転を前提とするが、将来的な高速化が行われる際に手戻りとならないように配慮して設計することになり、計画最高速度は250 km/h、許容最高速度は260 km/hとすることになった。実際にはこの後、1986年（昭和61年）11月のダイヤ改正で220 km/h運転が開始され、1989年（平成元年）3月ダイヤ改正で230 km/h運転、1993年（平成5年）3月のダイヤ改正で270 km/h運転、そして1997年（平成9年）3月ダイヤ改正で300 km/h運転を開始している。
こうした速度条件の改訂により、最小曲線半径は東海道新幹線で2,500メートルであったのが、標準で4,000メートル以上、やむを得ない場合は3,500メートルとし、また勾配も東海道新幹線で標準で15パーミル、2.5キロメートル以内に限り18パーミル、1キロメートル以内に限り20パーミルとしていたが、標準勾配を12パーミル以下、最急勾配を15パーミルと、いずれも条件を改良することになった。さらに縦曲線半径も拡大し、軌道中心間隔は4.2メートルから4.3メートルへと拡大した。
トンネルの断面については、東海道新幹線や山陽新幹線岡山以東でバラスト軌道を採用していたところ、岡山以西ではスラブ軌道になったことにより、レール面高さと施工基面高さの間隔が700ミリメートルから400ミリメートルに縮小された。また中央通路の幅や深さが縮小され、トンネル内下水を中央側溝に流すのが標準であったのが、湧水量が多くない限り両側側溝に流す設計にされた。そしてトンネル内での車両故障時に台車の検査を容易にできるように、曲線半径が7,000メートル未満の曲線区間では側壁の半径を大きなものにして、トンネル下断面の幅を拡大した。こうした変更の結果、覆工の巻厚が50センチメートルの直線区間で比較すると、全断面の面積が東海道で76.8平方メートルであったところ、新大阪-岡山間で77.8平方メートル、岡山-博多間で75.4平方メートルとなった。

### 線形
安芸トンネルの平面線形は、下り列車に対して右に半径5,000メートルの曲線中でトンネルに入り、さらに右に半径4,000メートルの曲線を描いて進行方向が北西になってから直進となり、出口付近では左に半径4,000メートルの曲線を描く。一方縦断線形としては、12パーミルの片勾配が入口から出口まで続いている。標高200メートル程度の西条盆地からほぼ海岸に近い瀬野川付近までを結ぶ必要から、制限勾配いっぱいで片勾配となり、延長10キロメートルを超えるようなトンネルとしては珍しい事例となったが、後に上越新幹線では中山トンネルや塩沢トンネルなどが同様の片勾配トンネルとなった。

### 工区割
安芸トンネルは起点側から乃美尾、楢原、イラスケ、熊野、海田の5つの工区に分割して工事が行われた。
| 工区名       | 乃美尾                                       | 楢原                             | イラスケ                                | 熊野                                | 海田                     |
| ------------ | -------------------------------------------- | -------------------------------- | --------------------------------------- | ----------------------------------- | ------------------------ |
| 着工         | 1971年（昭和46年）11月30日                   | 1970年（昭和45年）11月10日       | 1970年（昭和45年）12月13日              | 1970年（昭和45年）12月19日          | 1970年（昭和45年）9月1日 |
| 延長         | 790 m                                        | 2,770 m                          | 3,040 m                                 | 3,000 m                             | 3,430 m                  |
| 作業坑       | 大多田立坑内径4 m深さ26.0 m 283 km 110 m地点 | 楢原斜坑375.4 m 285 km 100 m地点 | イラスケ斜坑631.0 m 288 km 402 m 34地点 | 熊野斜坑699.8 m 291 km 941 m 20地点 | なし                     |
| 施工業者     | 飛島建設                                     | 飛島建設                         | 奥村組                                  | 前田建設工業                        | 大成建設                 |
| 平均月進     | 55 m                                         | 99 m                             | 103 m                                   | 103 m                               | 105 m                    |
| メートル単価 | 104万円                                      | 67万円                           | 74万円                                  | 81.1万円                            | 69.4万円                 |

トンネルの入口キロ程は282 km 455 mとするものと、800 km 015 m 43とするものがあり、前者は建設キロ程、後者は管理キロ程によるものである。両者を換算できる資料がなく、単純に工区の長さを足して正しい値が得られる保証もないため、以下では必要に応じて両者を併用して記載する。
また、各工区の着工日は明確であるものの、竣工日については3種類の異なる日付が工事誌に記載されており、特定できなかったため、上記の表には記載していない。

### 地質
安芸トンネルのある場所の地質は大半が花崗岩であり、より具体的には粗粒の黒雲母花崗岩である広島花崗岩である。花崗岩がほとんどを占めるのは山陽新幹線の広島県内のトンネルの大半に共通し、良質で安定した地盤であった。主要な断層は熊野断層と市の畑断層があり、熊野断層はさらに2本に分岐していた。断層破砕帯がかなり幅広くなっていたものの、実際の掘削ではあまり湧水はなかった。入口付近には西条砂礫層という帯水層があり、花崗岩との境界までの施工に注意が必要とされた。

### 工期
国鉄は1969年（昭和44年）6月18日に、運輸大臣に対して岡山-博多間の山陽新幹線延長の認可申請をおこない、9月12日に認可された。この認可申請において、岡山-博多間の工期は約6年とされており、具体的には博多開業を昭和49年度としていた。より具体的な工事計画を同年11月18日に運輸大臣に認可申請し、12月4日に認可された。この工事計画で安芸トンネルも、延長約13キロメートルのトンネルとして記載された。これを受けて実際に着工され、博多までの開業は当初工期をぎりぎりとなる1975年（昭和50年）3月10日となった。

## 建設

### 乃美尾工区
乃美尾工区は、入口からの全長790メートルの工区である。他の工区は、1970年（昭和45年）3月末には発注し順次着工していたが、乃美尾工区の範囲については地質が悪いため再調査を行っており、工法を再検討したうえで1971年（昭和46年）9月に発注された。結果的に隣接する楢原工区と同じ飛島建設が担当することになった。
地質は基盤の花崗岩の上に砂礫やシルト、凝灰質粘土、河床堆積物などが水平に層をなしており、土被りが浅く、上部に水田がある区間もあった。こうしたことからトンネル掘削時には湧水が多いと予想された。水位を低下させ掘削中の湧水を低下させるため、深井戸（ディープウェル）を合計11本掘削し、揚水を行った。数日程度で揚水量は低下し、実際の掘削時にはほとんど湧水がなくなった。一方、トンネル上部にある民家で井戸水を使用しており、その渇水が予想されたことから、あらかじめ新たな給水用の井戸を用意して配管で各民家に給水できるように対策を行っており、実際に渇水が発生した際に給水を行った。大多田地区には、地質と湧水の確認のための大多田立坑も掘削され、もし本坑の掘削が止まった場合にはこの立坑からの掘削も可能なように配慮された。
地下水位が高く、地盤が弱くて湧水が多いと予想されたことから、側壁導坑先進上部半断面工法（サイロット工法）が採用された。これはトンネル底部の両側面にそれぞれ導坑を掘削し、トンネルの壁となる部分の覆工を打設した後、トンネル上半部を掘削して天井の覆工を打設、その後全断面へと切り広げる工法である。導坑の掘削は下り列車進行方向右側の導坑から開始され、当初の予想より湧水が少なかったこともあり順調に掘削された。全体の内659.3メートルは坑口から掘削し、残りの130.7メートルは立坑から掘削した。また左側導坑は右導坑より約50メートル遅れて掘削し、途中9か所で左右連絡坑道を掘削した。続いて上部半断面の掘削を行い、先に掘削完了していた楢原工区側からも178メートルを掘削した。
乃美尾工区は平均月進55メートルで、総工費8億2000万円であった。

### 楢原工区
楢原工区は新大阪方から2番目の工区で、全長は2,770メートルあり、乃美尾工区と同じ飛島建設に発注された。楢原工区では、285 km 100 m地点に全長375.4メートルの楢原斜坑を建設した。斜坑は途中まで4分の1勾配で、そこから本坑まで水平になっている。斜坑にはずり運搬用のベルトコンベア、人道、トロッコを使用する線路などが設置された。
本坑はおおむね花崗岩の地質で、普通工法で掘削された。安芸トンネルの普通工法では、最初にトンネル底面に導坑を掘り、続いて上半断面を掘削して上部アーチの覆工を施工し、下部両側面を掘削して覆工を完成させるという手順である。ただし楢原工区の斜坑より新大阪方では途中、きのこ型工法が試行された。きのこ型工法は、大型のトンネルジャンボーを用いて上半面のすべてと下半面中央部を一度に掘削する、断面がきのこ状になるものである。しかし新型の機械の故障が相次いだこともあって、あまり進捗の実績は上がらなかった。1971年（昭和46年）8月26日に、湧水が噴出し土砂とともに流出する事故を起こした。これをきっかけにきのこ型工法に見切りをつけて、普通工法に戻されて残りの掘削が行われた。
楢原工区は平均月進99メートルで、総工費18億5300万円であった。

### イラスケ工区
イラスケ工区は新大阪方からの3番目の工区で、全長は3,040メートルあり、奥村組に発注された。イラスケ工区においても、288 km 402 m 34地点に全長631.0メートルのイラスケ斜坑を建設した。イラスケ斜坑においても、途中まで4分の1勾配で、そこから本坑まで水平になっている。またベルトコンベアや人道、線路などが配置されたことも同様である。なお、イラスケ斜坑の坑口では、1970年（昭和45年）5月15日に安芸トンネル起工式が行われている。
イラスケ工区においては当初から底設導坑を先進させる普通工法を採用して掘削した。イラスケ工区は平均月進103メートルで、総工費22億4300万円であった。

### 熊野工区
熊野工区は新大阪方から4番目の工区で、全長は3,000メートルあり、前田建設工業に発注された。熊野工区においても、291 km 941 m 20地点に全長699.8メートルの熊野斜坑を建設した。熊野斜坑もまた途中まで4分の1勾配で、そこから本坑まで水平となっており、またベルトコンベアや人道、線路などが配置されたことも同様である。
熊野工区においても、底設導坑を先進させる普通工法を採用して掘削した。1972年（昭和47年）6月29日に底設導坑掘削中に湧水量が増大して大量の土砂が流出する事故があり、ボーリングと水抜き坑によって水を抜いて突破した。しかしこうした処置もありトンネル直上部において井戸の水が減少するなどの渇水被害が生じ、井戸の新設や水道の配管などにより対処を迫られた。またトンネル排水はかなりの汚濁度があり、薬品を投入した汚濁処理を行った。熊野工区は平均月進103メートルで、総工費24億3400万円であった。

### 海田工区
海田工区はもっとも博多方の工区で、全長は3,430メートルあり、大成建設に発注された。
海田工区も普通工法で掘削されたが、底設導坑を約1メートル脇に寄せて掘削することで、下半面を掘削する際に片側の作業だけで済むようにして効率化を図った。また、スウェーデンで開発されたコロマントカット工法が採用された。ダイナマイトを使用した発破をする際に、装薬を詰める穴の配置を発破理論に基づいて工夫したもので、従来のウェッジカット工法から途中で切り替えた。当初は作業員の不慣れもあって失敗も多かったものの、軌道に乗ると従来よりも1回の発破で掘進する長さを伸ばすことができるようになった。
海田工区は平均月進105メートルで、総工費23億8200万円であった。

### 完成
イラスケ工区と熊野工区の境界付近である、新大阪起点289 km 40 m地点において、1972年（昭和47年）8月9日に広島県知事や沿線の各市町村長、工事会社の社長、国鉄副総裁らが列席して貫通式が行われ、安芸トンネルの全区間が貫通した。1974年（昭和49年）5月29日には、トンネル坑口の銘標除幕式が行われた。
安芸トンネルは、1975年（昭和50年）3月10日の山陽新幹線岡山-博多間開通に伴い供用開始された。安芸トンネルの総工費は97億3200万円であった。

## 年表
- 1970年（昭和45年）5月15日：イラスケ斜坑口において起工式を開催[46]。
- 1972年（昭和47年）8月19日：安芸トンネル貫通式[54]。
- 1974年（昭和49年）5月29日：安芸トンネル銘標除幕式[54]。
- 1975年（昭和50年）3月10日：山陽新幹線岡山-博多間開通に伴い供用開始[55]。

### 書籍
- 日本国有鉄道広島新幹線工事局 編『山陽新幹線（大門・小瀬川間）工事誌』日本国有鉄道広島新幹線工事局、1975年3月31日。
- 国鉄新幹線建設局 編『山陽新幹線岡山博多間工事誌』日本鉄道施設協会、1977年3月30日。
- 南谷昌二郎『山陽新幹線』JTBパブリッシング、2005年3月1日。ISBN 4-533-05882-5。
- 髙松良晴『新幹線ネットワークはこうつくられた』交通新聞社、2017年10月16日。ISBN 978-4-330-82917-3。

### 雑誌記事・論文
- 池田和彦、大島洋志「山陽新幹線、岡山博多間の路線地質概要」『応用地質』第12巻第1号、日本応用地質学会、1971年3月、51 - 63頁、doi:10.5110/jjseg.12.51。
- 大島洋志「私のトンネル路線選定秘伝」『応用地質』第45巻第4号、日本応用地質学会、2004年10月、197 - 209頁、doi:10.5110/jjseg.45.197。
- 金原弘「山陽新幹線276kmのトンネル工事」『土木技術』第27巻第4号、土木技術社、1972年4月、95 - 102頁。
- 中山淳「最盛期を迎えた安芸トンネル」『トンネルと地下』第3巻第4号、土木工学社、1972年4月、13 - 24頁。
- 中山淳「山陽新幹線・安芸トンネルについて」『開発往来』第14巻第10号、開発行政懇話会、1970年10月、12 - 15頁。
- 「山陽新幹線・広島県内 長大トンネル工事とその工法」『開発往来』第16巻第7号、開発行政懇話会、1972年7月、27 - 36頁。